# ミャンマーの茶
ミャンマーの茶（ミャンマーのちゃ）では、ミャンマーにおける茶について解説する。茶の発祥地である中国雲南省とミャンマーは国境を接しており、古くから茶の栽培と利用が行なわれてきた。また、ラペッソーなど独特の後発酵茶が現在でも広く親しまれている。

## 茶の種類
ビルマ語で茶はラペッ（Lahpet）と呼ばれ、柔らかい茶葉を原料としたものが好まれる。伝統的な不発酵茶（緑茶）のラペッチャウッ（チャウッは「乾いた」という意味）は生茶葉を蒸して天日で乾燥させたものであり、ポットに入れてお湯を注いで出す。ラペッチャウッは最も高価であり、一番茶が用いられる。二番茶や三番茶は、後発酵茶の食品であるラペッソーに用いられる。さらに等級の低い四番茶などはラペッチンチャウッ（チンは「酸っぱい」という意味）に加工される。
ラペッチンチャウッはラペッソーと同じようなプロセスで発酵まで進め、その後に乾燥させて作る。大半は最初からラペッチンチャウッとして作られるが、発酵中にカビや異臭が発生したラペッソーや、濡れてカビが生えたラペッチャウを乾燥させて作るケースもある。ヤンゴン周辺やミャンマー南部の海岸地方など、井戸水に塩分が混ざる地域でラペッチンチャウッは好んで飲まれる。この地域特異性は同じ後発酵茶である四国の碁石茶と共通しており、両者は香りも似ている。
これらミャンマー独特の茶の他に、植民地時代に広まった紅茶や、中国と同様の釜炒り茶も飲まれている。紅茶についてはブラックティーに砂糖や練乳をたっぷり加えるスタイルが主流である。このような甘いミルクティーは、ラペイエと呼ばれる。

## 歴史
ミャンマーでは、シャン州のパラウン族が古くからチャノキを栽培していた。同国で一般的となっている伝説では、12世紀にアラウンスィートゥーがパラウン族に茶の種子を与えて栽培が始まったとされる。この伝説の舞台となった集落・ルエサイは、同国最大の茶産地であるシャン州ナムサンに属しており、アラウンスィートゥーの茶種から育ったという巨樹があった。これは1950年代に枯れてしまったが、同じナムサンのミヤイ集落にはルエサイの樹の実から育てて樹齢が800年以上に達するという古木が現存する。
王制の時代には王と王妃の側に2人の召使いが侍り、それぞれラペッソーとラペッチャウッのポットを持っていた。これは名誉な役とされ、王室の儀式ではラペが欠かさず使われた。またイギリスの植民地となっていた時期に紅茶の栽培が始まり、飲用の習慣も広まった。

## 茶の栽培
茶畑は山の斜面などに作られ、高さ3-4mほどのチャノキが並んで林のようになっている。造成は以下のような手順で進められる。
1. 雨期の終わった10月に成熟した実を集め、屋根の下に置く。
2. 12月に入ると根が出始めるので、屋根裏に置く。また造成予定地を焼いて灰にする。
3. 1月に畑に穴を掘って種を蒔く。発芽の際に腐った皮はそのまま付けておく。
4. 6月に1ヶ所あたり10数本の芽が出るので、3-4cmになったら中耕を行なう。
5. 2年目に再び中耕をする。
6. 3年目には1ヶ所に苗を1本ずつ残し、他は斜面に千鳥状に移植する。これは面積を増やすとともに表土の流出を防ぐためである。
7. 日陰を作るための木を植え、落葉は肥料とする。
8. 6年目から収穫が始まる。

なお、大きくなった茶樹は5年ごとに台切をする。
茶業に従事する者は、茶畑および製茶工場の所有者、茶畑のみの所有者、そして茶摘み労働者に分けられる。2番目の茶畑所有者の数が多いが、このケースでは茶摘みの季節に近辺や平地から人を集めて収穫を行なう。茶畑の地主は、契約期間中の食物と場合によっては宿舎、そして給与として収穫した葉の半分を労働者に供与する。地主と労働者はそれぞれ自分の取り分の茶葉を製茶工場に売り、現金収入とする。
収穫は手作業で行なわれるが、新芽の密度が低いので作業効率は悪い。茶摘みは早朝から始まり、芯を含めて上から4枚摘む（一芯三葉）のが一般的である。作業は午後3時頃まで行なわれ、多い日で16kgほどを一人で収穫する。茶葉は基本的にはその日に工場で処理される。